# Mimas (astronomia)
Mimas (Μίμας in lingua greca), anche noto come Mima o Mimante, è uno dei principali satelliti naturali di Saturno. Con un diametro di 396 chilometri è il settimo satellite di Saturno e il ventunesimo del sistema solare per dimensione. Mimas è il corpo celeste più piccolo che si conosca ad avere forma sferica a causa del proprio campo di gravità.

## Storia
Mimas venne scoperto il 17 settembre 1789 dall'astronomo tedesco William Herschel. Il satellite deve il suo nome al personaggio di Mimas, figlio di Gea secondo la mitologia greca; è anche designato Saturno I.
Il nome di Mimas, come quelli degli altri sei satelliti di Saturno noti a metà del XIX secolo, fu suggerito da John Herschel, figlio dello scopritore, in una sua pubblicazione del 1847.
Il nome Mimas (Mimante) era anche il nome del monte sul quale il filosofo Anassagora andava a stare in osservazione del cielo.

## Parametri orbitali
Mimas è la più interna delle lune principali di Saturno: ha un semiasse maggiore di 185,539 km. Il suo periodo orbitale è pari a 0,942 giorni. Come la maggior parte delle lune di Saturno è in rotazione sincrona e volge quindi lo stesso emisfero verso Saturno.
Mimas è responsabile della mancanza di materiale nella divisione di Cassini, poiché eventuali particelle che si trovassero ad orbitare in tale regione presenterebbero una risonanza orbitale 2:1 con esso (ovvero due rivoluzioni delle particelle corrisponderebbero esattamente a una rivoluzione di Mimas attorno a Saturno). La ripetizione periodica dell'influenza gravitazionale di Mimas porterebbe entro breve tempo ad una modifica dei parametri orbitali di tali particelle.
Mimas è anche in risonanza 2:1 con Teti, e in risonanza 2:3 con la piccola luna pastore dell'anello F, Pandora.

## Struttura interna
La bassa densità di Mimas (1,17 volte quella dell'acqua) indica che è composto soprattutto da ghiaccio d'acqua, con solo una piccola quantità di roccia.
A causa dell'attrazione mareale esercitata da Saturno, la forma di Mimas è quella di un ellissoide avente un asse maggiore circa il 10% più lungo di quello minore.

## Superficie
La caratteristica più distintiva della sua superficie è un colossale cratere di impatto di 140 km di diametro, battezzato Herschel in omaggio allo scopritore di Mimas. Herschel si estende per circa un terzo del diametro dell'intero satellite; le sue pareti sono alte 5 km, in alcune parti è profondo fino a 10 km rispetto alla superficie circostante, e la sua vetta centrale si innalza per 6 km sopra la base del cratere. A titolo di confronto, un cratere terrestre che, in scala, fosse caratterizzato dalle stesse dimensioni di Herschel, avrebbe un diametro di 4.000 km (più largo del Canada).
L'impatto che ha formato questo cratere ha quasi disgregato Mimas; sul lato opposto del satellite sono visibili alcune fratture causate dalle onde d'urto dell'impatto che hanno attraversato l'interno del corpo.

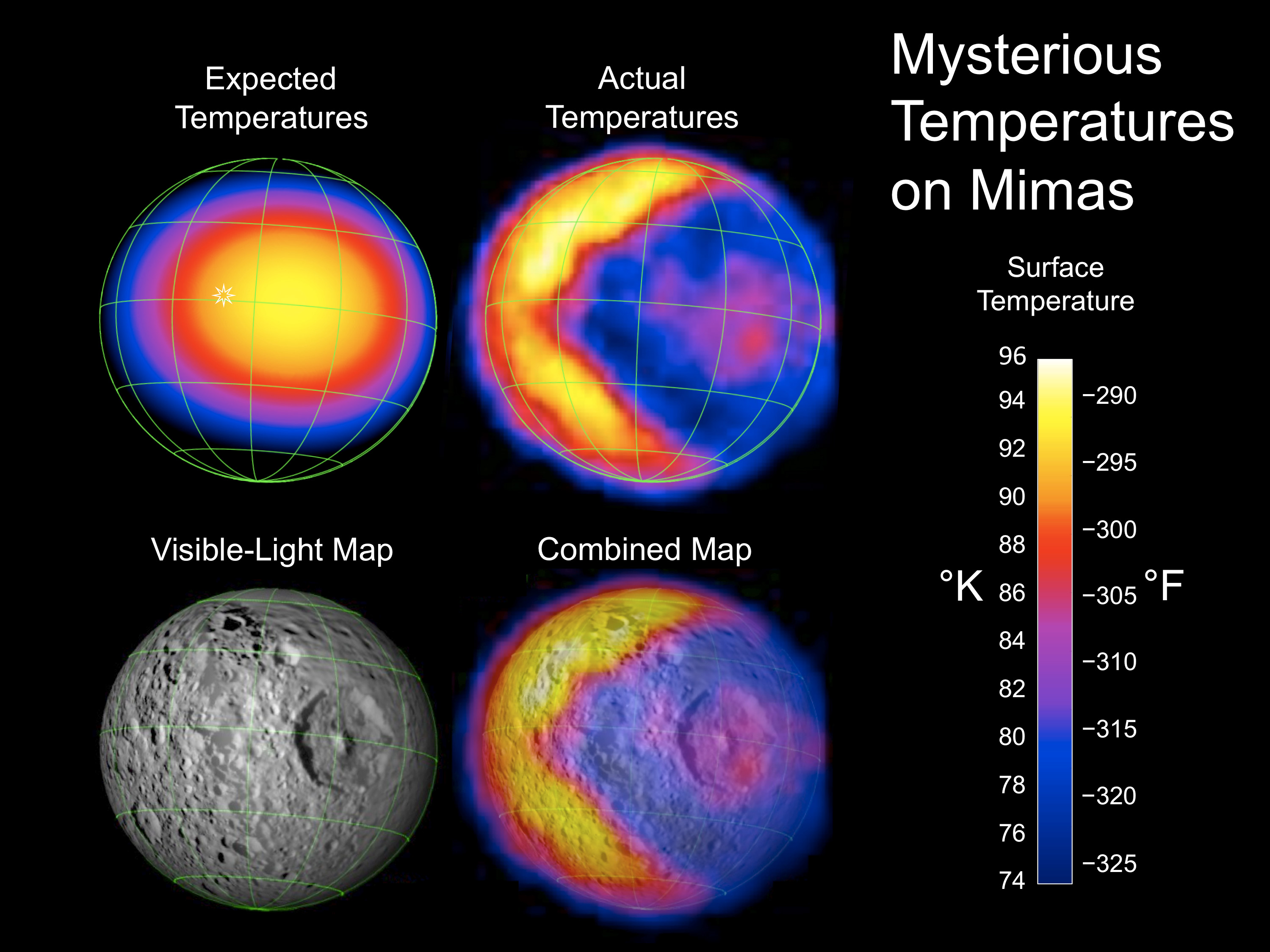
Previsione e misura della temperatura superficiale di Mimas.

La parte restante della superficie è ricca di crateri, sebbene nessuno si avvicini minimamente alla taglia di Herschel. La distribuzione dei crateri non è uniforme: la maggior parte delle zone equatoriali e tropicali è costellata di crateri più grandi di 40 km di diametro, mentre nella regione polare meridionale generalmente mancano crateri più grandi di 20 km. Questo suggerisce che qualche processo di natura geologica possa aver rimosso i crateri più significativi da tale regione.
Studiando il movimento di Mimas, i ricercatori hanno scoperto che ha un oceano d'acqua sotto 20-30 km di ghiaccio superficiale. L'oceano si è formato negli ultimi 25 milioni di anni, forse anche solo negli ultimi 2-3 milioni di anni, e si pensa che sia riscaldato dalle forze di marea di Saturno.

## Galleria d'immagini

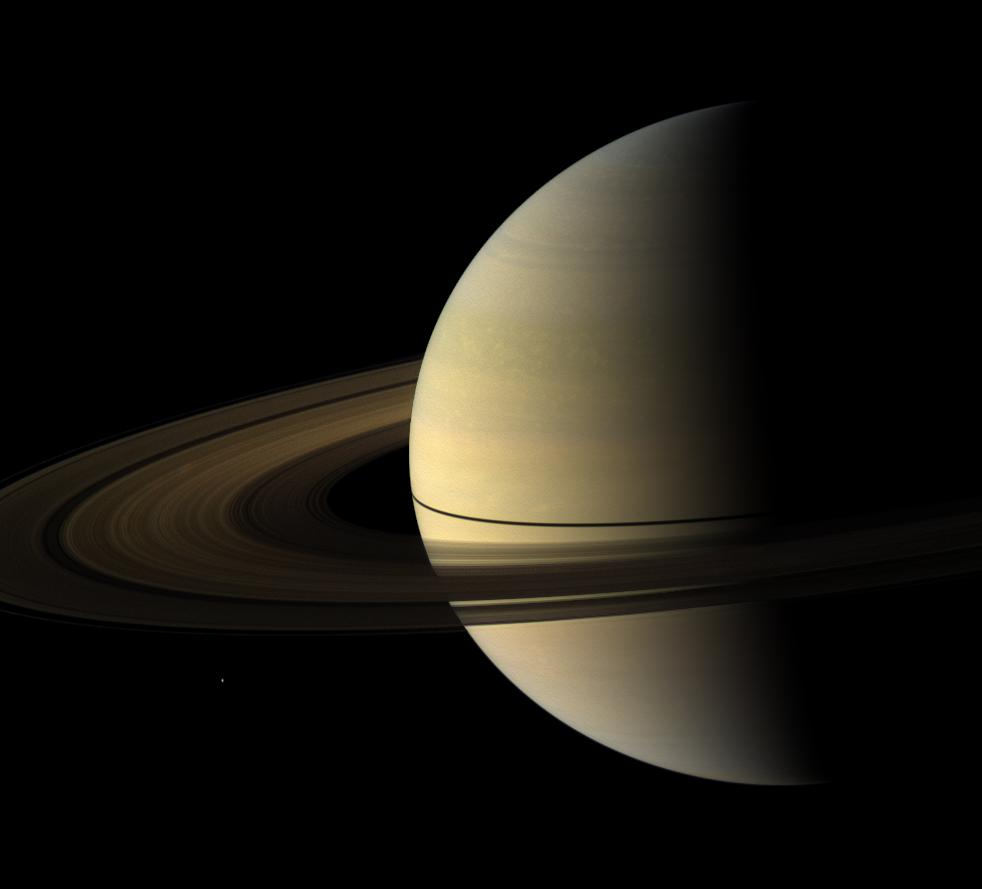
Mimas è il puntino bianco in basso a sinistra (clic per ingrandire).
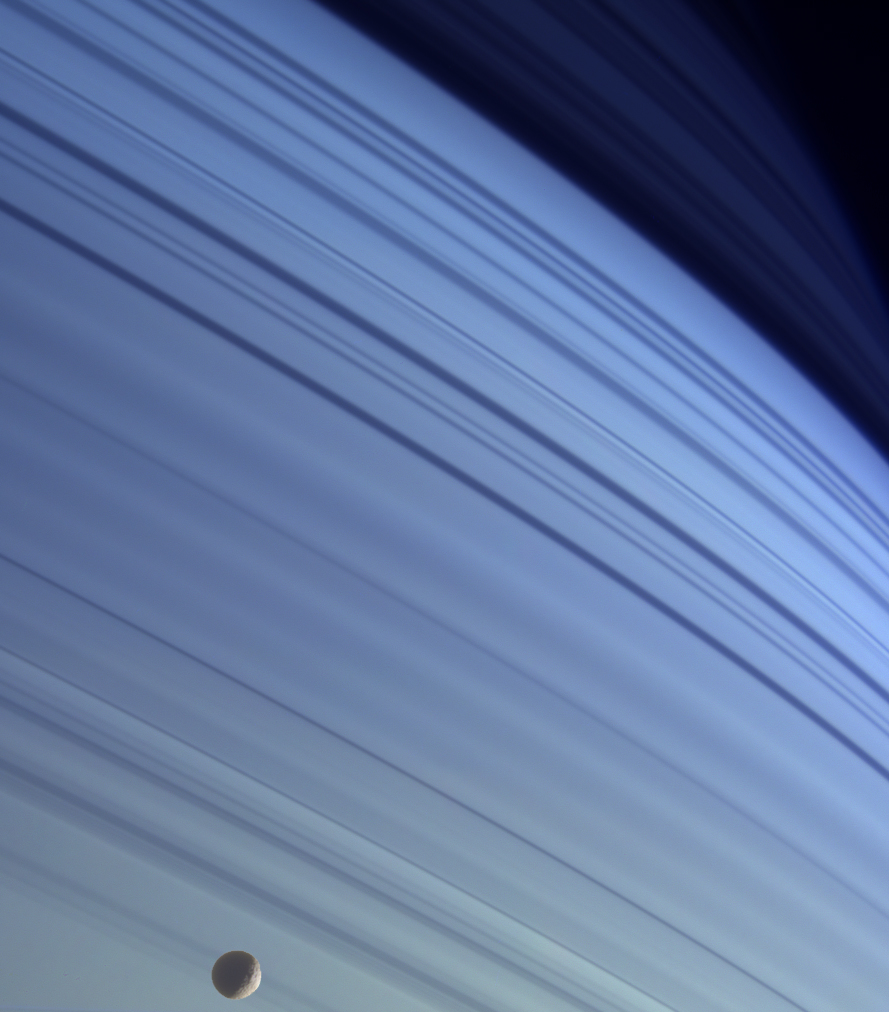
La sagoma di Mimas sulle latitudini settentrionali di Saturno.
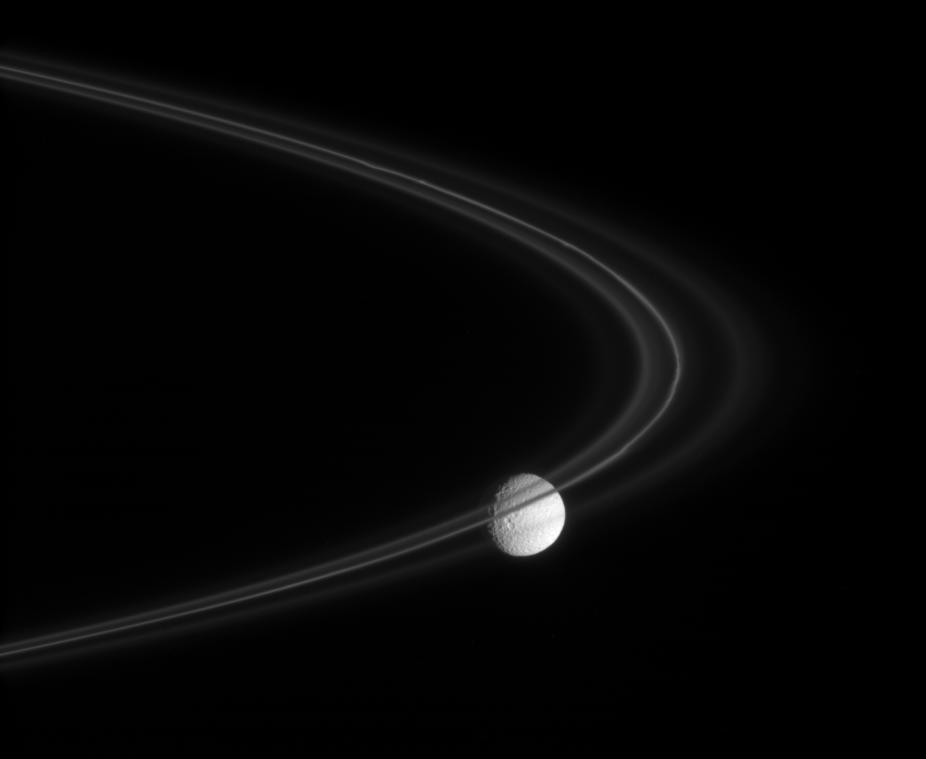
Mimas dietro l'Anello F di Saturno.
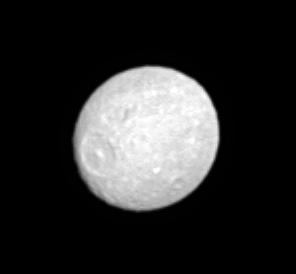
Mimas fotografato da Cassini.
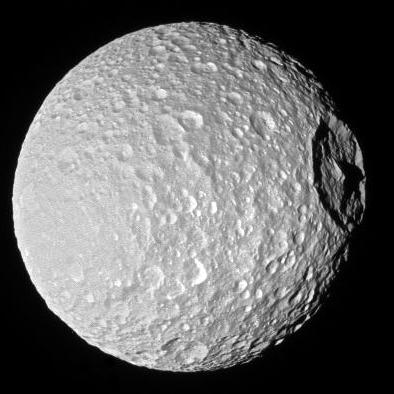
Mimas e la sua montagna (22 ottobre 2016).
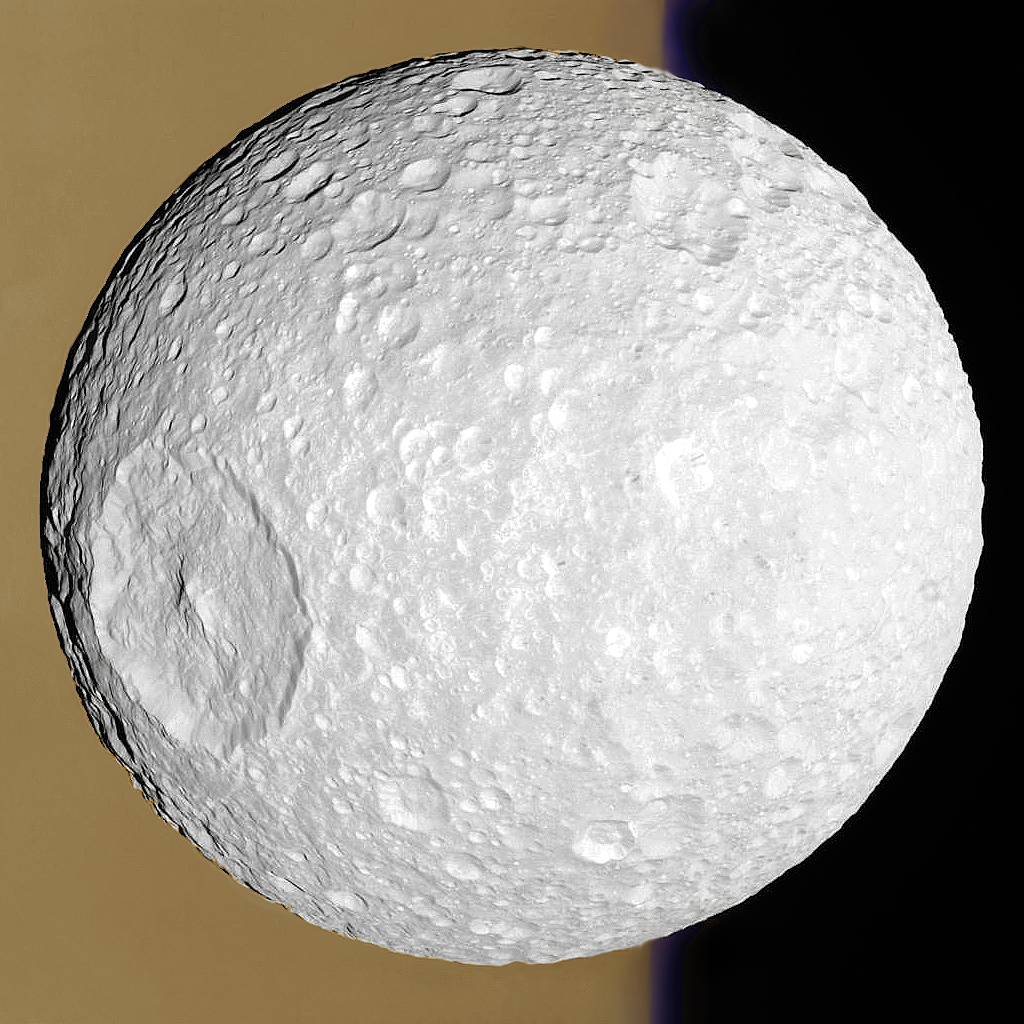
Mimas davanti a Saturno (colori artificiali) (13 febbraio 2010).
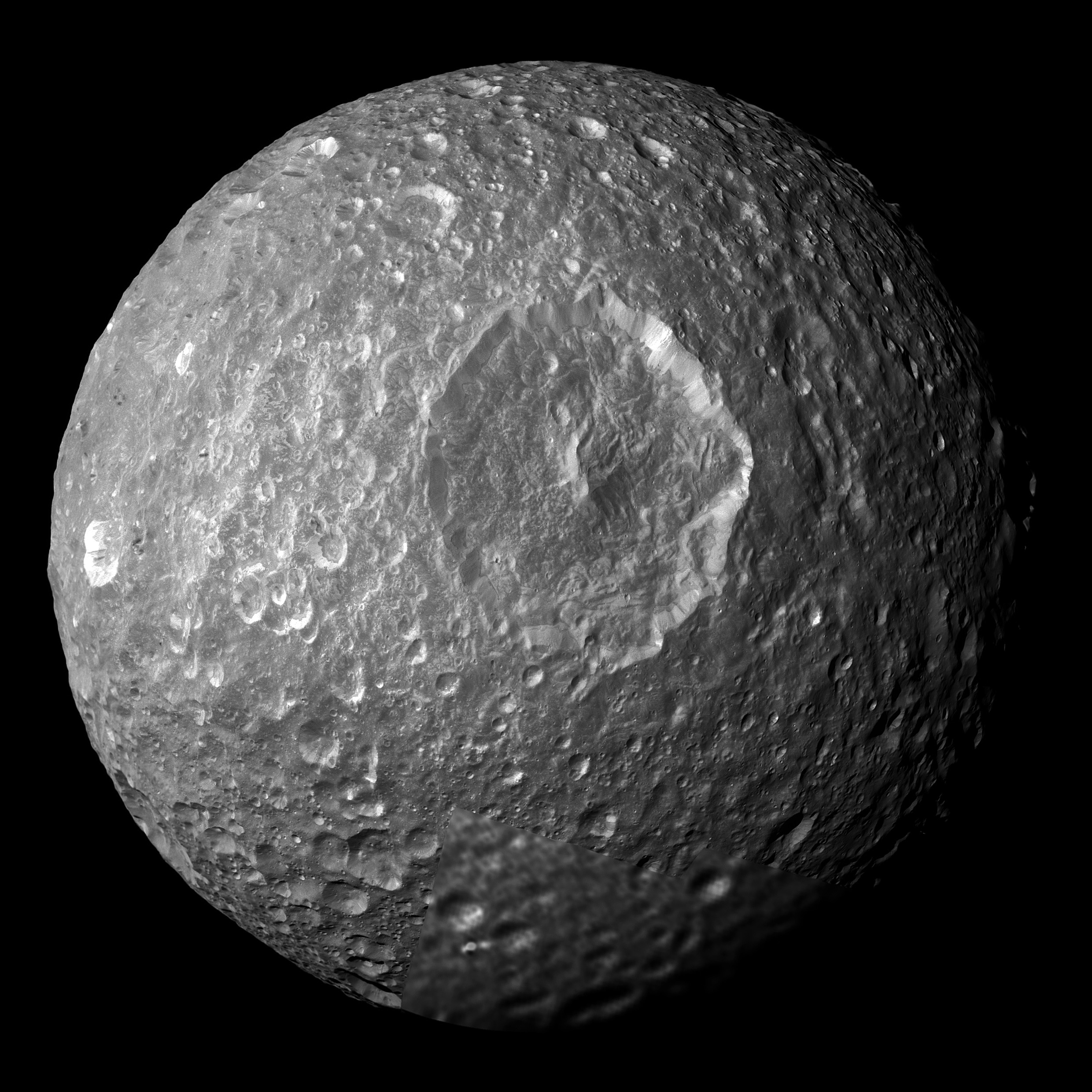
Un mosaico di Mimas creato da immagini ad alta risoluzione.
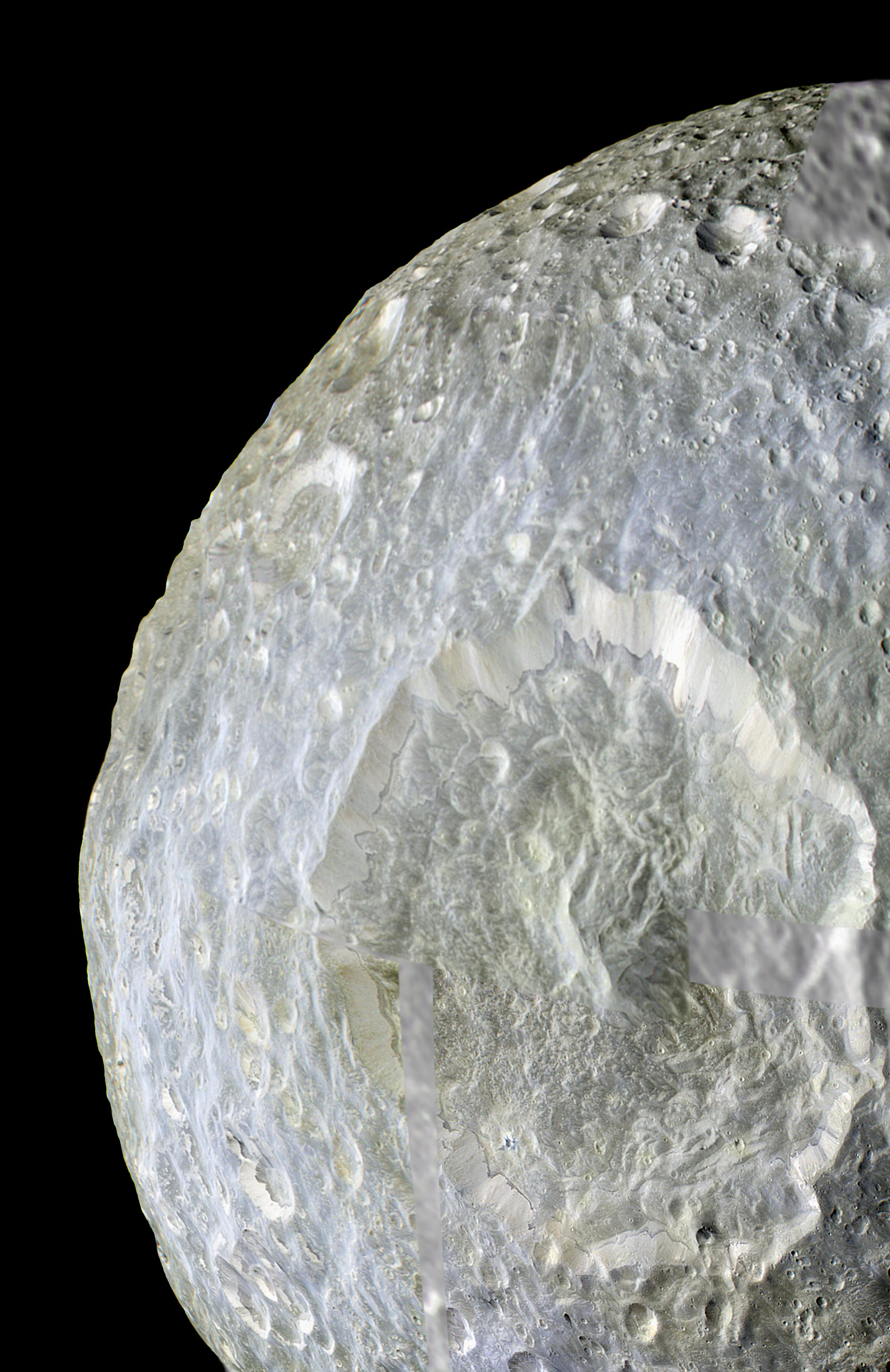
Un'immagine di Mimas che evidenzia sottili differenze di colore (falsi colori).
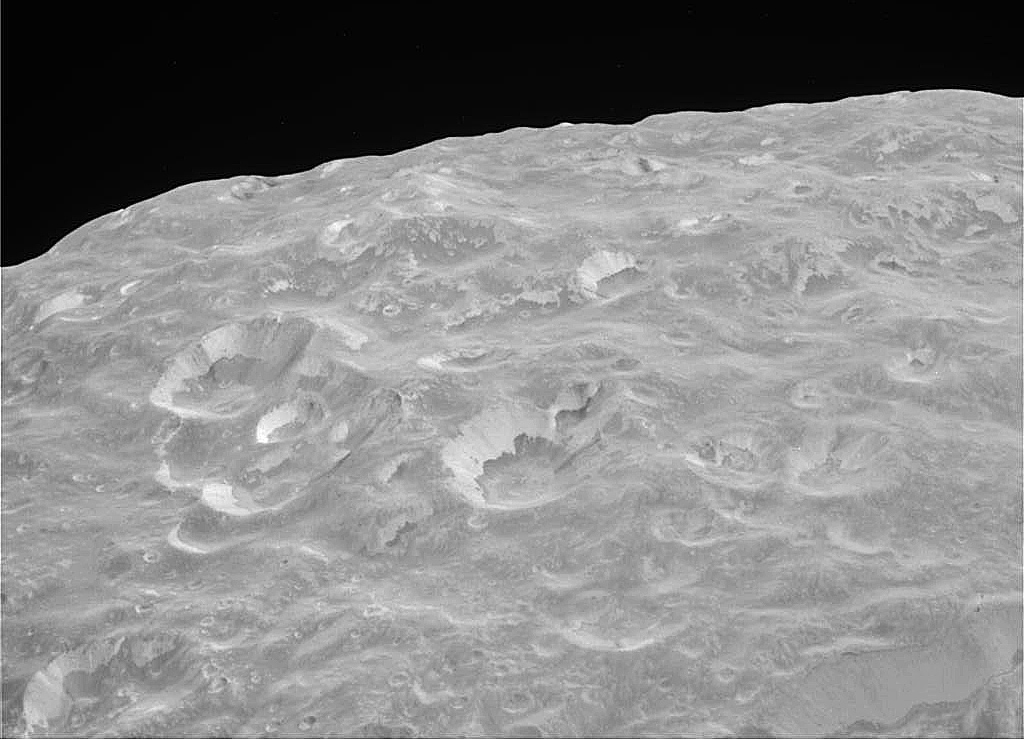
Le caratteristiche di albedo di Mimas sulle pareti del cratere (in basso a destra il Cratere Herschel)

## Esplorazione di Mimas
La sonda Pioneer 11 esplorò il sistema di Saturno nel 1979, e il suo approccio più vicino a Mimas fu di 104.263 km, avvenuto il 1º settembre 1979. Le sonde Voyager 1 e Voyager 2 esplorarono il sistema, e Mimas, rispettivamente nel 1980 e nel 1981. 
La sonda spaziale Cassini ha effettuato un sorvolo di Mimas il 1º agosto 2005, e un altro, il più vicino, il 13 febbraio 2010, quando passò a 9.500 km dalla superficie di Mimas.

## Mimas nella fantascienza
- Mimas assomiglia straordinariamente alla Morte Nera, il satellite artificiale presente nel primo film della serie Guerre stellari. Si tratta soltanto di una coincidenza, dato che Mimas è stata fotografata per la prima volta solo nel 1980 dalla Voyager I, cioè tre anni dopo l'uscita del film[13].
- Nei romanzi di Rob Grant e Doug Naylor basati sulla loro commedia Red Dwarf, Mimas è sede di un grande e congestionato spazioporto dal quale Dave Lister scappa clandestinamente per cominciare il suo viaggio a bordo, appunto, della Red Dwarf.